# William Boyd
William Andrew Murray Boyd (Accra, 7 maart 1952) is een Schots roman- en scriptschrijver.

## Biografie
Als Schot werd William Boyd op 7 maart 1952 geboren in Accra, de hoofdstad van Ghana. Hij bracht hier en in Nigeria, alwaar zijn moeder een lerares was en zijn vader een dokter, veel tijd door. Hij was zelfs in Nigeria tijdens de Biafra-oorlog, die duurde van 1967 tot 1970. Het had hem beïnvloed. "Het was gek, idioot en totaal niet zoals ik had verwacht dat oorlog zou zijn. Mijn beeld van oorlog, dat ik uit boeken en van de televisie had gehaald, bleek niet juist."
Toen hij negen jaar oud was, ging hij naar Gordonstoun, in Moray. Daarna voltooide hij een studie 'Frans' aan de Universiteit van Nice. Hierna studeerde hij nog Engels en filosofie aan de Universiteit van Glasgow. Na de studie aan de universiteit van Glasgow ging hij studeren aan 'Jesus College', een college van de Universiteit van Oxford. Hij completeerde daar een proefschrift over Shelly. Hierna werkte hij een korte periode als Televisierecensent voor het blad de New Statesman, maar keerde al snel terug naar Oxford en gaf les aan 'St Hilda's College', één der andere faculteiten van de Universiteit van Oxford, alwaar hij les gaf over de eigentijdse roman. Hier werkte hij toen zijn eerste roman uit kwam, 'Gewoon een beste kerel',, dit was in 1981.
Boyd werkte zich acht jaar door het systeem van de universiteit heen, als nieuwkomer al het werk doende dat anderen niet wilden doen. Toen hij het aanbod kreeg om meer les te geven, besefte hij dat hij moest kiezen tussen een leven als schrijver en een leven als leraar. In die tijd had hij ook zijn eerste werk als scriptschrijver achter de rug. Hij besloot door de keuze van filmmakers voor hem om voor het schrijverschap te kiezen.
In 1983 werd Boyd geselecteerd als een van de twintig beste jonge Britse romanschrijvers. Hij werd in datzelfde jaar ook lid van de 'Royal Society of Literature'. Tevens werd hij officier in de Orde van Kunst en Letteren. Hij kreeg het eredoctoraat van de literatuur van drie universiteiten: St. Andrews, Sterling en Glasgow. Boyd werd tevens aangewezen als commandeur van de Orde van het Britse Rijk.
Boyd gaat al met zijn vrouw Susan sinds ze elkaar ontmoeten als studenten aan de Universiteit van Glasgow. Al zijn boeken zijn opgedragen aan haar. Ze is leidinggevend medewerker van het tijdschrift 'Harper's Bazaar', daarom zijn Boyd en zijn vrouw tegenwoordig dertig tot veertig dagen per jaar in de VS. Ze hebben een huis in Chelsea, in West-Londen, maar zijn het grootste deel van het jaar in hun huis in Bergerac, waar William Boyd wijnen produceert.